# Baehr v. Miike
Pour les articles homonymes, voir Baehr et Miike.
 (mai 2013).
Si vous disposez d'ouvrages ou d'articles de référence ou si vous connaissez des sites web de qualité traitant du thème abordé ici, merci de compléter l'article en donnant les références utiles à sa vérifiabilité et en les liant à la section « Notes et références ».
Baehr v. Miike est une décision de la Cour suprême d'Hawaï qui a porté d'abord le nom de Baehr v. Lewin. Il s'agit de la première procédure judiciaire au monde, qui a commencé en 1990, visant à faire reconnaître le droit au mariage homosexuel par trois couples de même sexe comme conforme aux dispositions non-discriminatoires de la constitution de cet État fédéré. La décision prise en 1993 conduisit Hawaï à modifier sa constitution pour modifier la définition du mariage en 1998, en autorisant le législateur à interdire les mariages entre couples de même sexe et donc à l'abandon des poursuites en 1999. C'est cette décision qui a notamment provoqué le vote de la loi fédérale Defense of Marriage Act (DOMA) en 1996 afin d'éviter que cette décision judiciaire s'impose en dehors d'Hawaï dans d'autres États fédérés américains.
Depuis cette décision, existe aux Hawaï un régime d'union civile accordant les mêmes droits que les couples mariés aux couples de même sexe mais sans toutefois leur accorder le mariage, en raison notamment du veto de Linda Lingle, ancien gouverneur républicain. Depuis le 12 janvier 2013, une loi autorisant le mariage aux couples de même sexe est déposée dans le parlement de cet État.